# Ina van Zyl
 (novembre 2018).
Pour les articles homonymes, voir van Zyl.
Ina van Zyl est un peintre et auteur de bande dessinée sud-africain né en 1971 à Ceres. Elle habite à Amsterdam, aux Pays-Bas.

## Biographie
Ina van Zyl est née à Ceres, en Afrique du Sud, où elle grandit et suit les cours au lycée Charlie Hofmeyr. Elle étudie l'art à l'Université de Stellenbosch de 1990 à 1994. Durant ses études, elle contribue régulièrement à Bitterkomix, magazine de bande dessinée en Afrikaans créé par ses camarades étudiants Joe Dog et Conrad Botes. Combinant des études de dessin graphique et de Beaux-Arts, elle est diplômée en Beaux-Arts, major de promotion en Dessin.
Van Zyl est d'abord venue à Amsterdam comme invitée de la Fondation Thami Mnyele pour une résidence de quatre mois en 1995. Cela la conduit à participer au programme post-diplôme De Ateliers de 1996 à 1998 pour finalement s'installer aux Pays-Bas. Van Zyl continue de vivre et travailler à Amsterdam aujourd'hui.
Les premières bandes dessinées d'Ina van Zyl marquent le début de sa carrière ; elles forment certainement la base pour la peinture qu'elle produit de nos jours. L'apparence de son travail a changé notablement – de la bande dessinée à la peinture à l'huile – mais elle reste préoccupée par les mêmes thèmes: claustrophobie, honte / humiliation, érotisme / sexualité et le contact humain ou plutôt son absence[réf. nécessaire].
Van Zyl a été récompensée de plusieurs prix pour sa peinture aux Pays-Bas et plusieurs expositions lui ont été consacrées aux Pays-Bas et ailleurs. Trois monographies sur le travail de Van Zyl ont été publiées. Dans Fly on the Wall, la seconde monographie, toutes ses bandes dessinées de 1992 à 2000 sont publiées, accompagnées d'un texte introductif de Dominic van den Boogerd.
Ses œuvres sont présentes dans de nombreuses collections publiques et privées, dont celles du Stedelijk Museum à Amsterdam.

## Citation
(novembre 2018).

Van Zyl à propos de son travail : 
« The things I paint are related visually, through their imagery, but also share associations. They represent something that implies life, or the promise of life. Being perishable, however, they do involve decay and danger as well. They have a limited ‘shelf life'; their beauty and usefulness will not outlast the average life expectancy of a person.

The living and lifeless things that I paint are placed outside of any context; they are shown in isolation and in an objective way, that is to say as objects. The shapes are heavy, clear and recognisable, sometimes geometric. The entire surface of the canvas is saturated, full of paint. Any sense of action is absent, and yet every painting, to me, is an implosion of turbulence – desires and memories, sorrow and drunkenness. Each painted object retreats into itself; each thing has just enough legroom to exist. Only the essentials remain: just enough food and water, a cup to drink from. »

## Œuvres

### Bandes dessinées
- Rosie es Nuut, 1994[3]
- Contribution à As almal ver is, 2008[4][source insuffisante]

## Expositions
- Stedelijk Museum Amsterdam, 2007, Drawing Typologies[5]